# Сіряєва Фаїна Костянтинівна
Фаїна Костянтинівна Сіряєва, до шлюбу Сєвєрова (11 квітня 1925, с. Братське, Сокольський район Вологодської області, РРФСР — 25 травня 1993, м. Сокол, Вологодська область) — російська доярка радгоспу «Нове» Сокольського району Вологодської області. Герой Соціалістичної Праці (08.04.1971).

## Біографія
Народилася 11 квітня 1925 року в селі Братське Вологодської області. Після закінчення навчання в 4-му класі пішла працювати в місцевий радгосп дояркою. 
У роки війни довелося перейти працювати на трактор, замінивши чоловіків, що пішли на фронт.
Після завершення війни, в 1948 році повернулася працювати на ферму і згодом стала кращою дояркою. Неодноразово була учасницею виставок досягнень народного господарства.
За високі показники в сільськогосподарській роботі Указом від 8 квітня 1971 року удостоєна звання Героя Соціалістичної Праці та нагороджена Орденом Леніна і золотою медаллю "Серп і Молот".
У 1975 році обиралася депутаткою Сокольської районної ради депутатів. У січні 1976 року стала делегаткою XXV з'їзду КПРС. 
У 1985 році брала участь у Параді Перемоги 9 травня.
Померла 25 травня 1993 року, похована на міському кладовищі в Соколі.

## Родина
- Сєвєров Костянтин Андрійович (1897-1942) — батько, фронтовик, загинув 23 серпня 1942 року на Хохловському плацдармі поблизу Воронежа;

Виростила і виховала трьох синів.

## Нагороди
- Герой Соціалістичної Праці (08.04.1971)
- Орден Леніна (08.04.1971)
- Орден Жовтневої Революції (10.03.1976)
- Орден Трудового Червоного Прапора (03.11.1951)